# Сура Аль-Бурудж
Сура Аль-Бурудж (араб. سورة البروج‎) або Сузір'я — вісімдесят п'ята сура Корану. Мекканська, містить 45 аятів.